# 20世紀最後の真実
『20世紀最後の真実』（20せいきさいごのしんじつ）は、落合信彦の著書である。集英社刊。1980年10月の作品である。

## あらすじ
著者（落合信彦）と集英社の編集者が取材のために、1980年に軍事政権下の南アメリカのチリを訪れる。「第二次世界大戦後チリに逃亡したドイツのナチス党員の残党が、サンチアゴから離れた田舎にコミュニティーをつくって住んでいる」という情報を得たためだ。
もちろんいきなり行っても相手が取材に応じるわけはないので、元ナチス党員に同行してもらう。彼は元ドイツ軍人で現在もナチズムを信奉している筋金入りの人物だ。彼といっしょに車で現地に向かった。そして、そのコミュニティー、通称「エスタンジア」で取材を試みるが拒否され、それでも無断入場しようとしあやうく拉致されかけるが、駆けつけたチリ警察に救出される。
後日、そこには第二次世界大戦のドイツ敗戦後に逃亡してきた元ナチス党員、軍人が多数住んでいるということが分かった。「高度な科学技術を持ち、チリ空軍でさえその上空は飛行しないことになっている。UFOも製造している」という。「フリードリヒ」によると、「UFOは第二次世界大戦中にはすでに試作機が完成しており、現在も製造、運用が行われている」という。

## 解説
この本はあくまで「ノンフィクション」として出版されている。その後内容が訂正されたり釈明されたりしたことはない（現在は絶版）。出版された当時、著者はCIAなどの情報機関に多数の友人がいる元オイルマンで、世界をまたにかけて取材する「国際ジャーナリスト」として学生やビジネスマンから絶大な人気を誇っていた。
しかし、本書で著者が報告した「エスタンジア」は「コロニア・ディグニダ」（現在はビジャ・バビエラ）という名前の、実際に存在するドイツ人移民のコミュニティーであることが、1990年のアウグスト・ピノチェト政権の崩壊後に明らかになったほか、このコミュニティーの主の元ナチ党員のパウル・シェーファーも実在している。
なお、本書で著者がインタビューした元ナチス党員「フェニックス」の正体については諸説ある。

## 関連文献
- 落合信彦『20世紀最後の真実』 集英社 1980年 ISBN 4-08-772280-5
- 落合信彦『20世紀最後の真実 いまも戦いつづけるナチスの残党』 集英社 1984年 ISBN 4-08-750738-6
- マグナス・リンクレイター(著)、落合信彦（訳）『第四帝国』集英社 1985年、1989年[6]
- ラディスラス・ファラゴ(著)、寺村誠一（訳）『追及　マルチン・ボルマンとナチの逃亡者』早川書房 1977年[7]
- マイケル・バー＝ゾウハー(著)、広瀬順弘（訳）『復讐者たち』早川書房 1989年
- フレデリック・フォーサイス(著)、篠原慎(訳) 『オデッサ・ファイル』角川書店 1980年
- 矢追純一『ナチスがUFOを造っていた ついに突き止めた超兵器の秘密』 河出書房新社（KAWADE夢文庫） 1994年、雄鶏社 1994年
- 奥菜秀次『落合信彦 破局への道』（第三章〜第七章）[鹿砦社] 2004年
- 『週刊新潮』　ワールドインシデント　2006年6月15日号
- 佐藤健寿『X51.ORG THE ODYSSEY』 講談社 2008年
- Mattern Friedrich UFOS Nazi Secret Weapon  （Conspiracy Journal, 2008）
- Christof Friedrich Secret Nazi Polar Expeditions  （Samisdat, 1975）
- Renato Vesco Intercept - but don't shoot: The true story of the flying saucers （Grove Press, 1971）
- イロブラント・フォン・ルトビガー(著)、桑原恭男（訳）『ヨーロッパのUFO』ブイツーソリューション、星雲社 2007年
- デビッド・マイケル・ジェイコブス(著)、ヒロ・M・ヒラノ（訳）『全米UFO論争史　大衆、UFO団体、メディア、科学者、軍人,政治家を巻き込んだ論争の軌跡』ブイツーソリューション、星雲社 2007年
- 横屋正朗『UFOはこうして製造されている!』徳間書店 1993年
- ミゲール・セラノ(著)、小川捷之、永野藤夫（訳）『ヘルメティック・サークル　晩年のユングとヘッセ』みすず書房 1985年